# یوگنیس ساپروننکو
یوگنیس ساپروننکو (به انگلیسی: Jevgēņijs Saproņenko) ژیمناست زادهٔ ۱۱ نوامبر ۱۹۷۸ میلادی اهل کشور لتونی است.